# Fête des guénels
La fête des guénels est une fête typique du Nord-Pas-de-Calais, et notamment boulonnaise, fêtée la veille ou la semaine avant Noël en fonction des années et des communes.

## Origine
Le mot guénel est issu de l'assimilation durant le haut Moyen Âge des mots « gai » et « noël ». Cette fête consiste en un concours de sculpture de betteraves sucrières. Les enfants se promènent ensuite avec leur betterave illuminée de l'intérieur par une bougie (le guénel est le nom donné à cette lanterne), et demandent des sucreries aux passants en chantonnant la chanson traditionnelle « Ô Guénel ».
La tradition boulonnaise des guénels doit son origine à la légende locale du « Petit Pierre » : ce petit garçon, issu d'une famille très pauvre et qui ne voulait pas passer un Noël sans nourriture, avait défié les dangers de la nuit noire, simplement muni d'une lanterne taillée dans une betterave, pour aller mendier au château du seigneur local.

## Chanson des guénels
La chanson « Ô Guénel » est traditionnellement chantée lors de la fête des guénels, en français ou en vieux patois boulonnais.
| Paroles en français | Paroles en picard |
| --- | --- |
| Ô Guénel, par un p’tit trou, J’vous vois bien, là tous les deux, Manger d’la tarte et du gâteau Sans m’en donner un p’tit morceau ! Refrain : Ô Guénel, guénel, tou petou, petiou ! Lavez vos écuelles et lèchez vos plats ! Si vos filles sont belles, on les mariera ! Si elles sont pas belles, on les laissera là ! et tra la la. P'tit Jésus passera par là ! Il dira qu'est ce que tu fais là ? Je cueille des violettes Pour les p'tites fillettes Je joue du violon pour les p'tits garçons ! Ô Guénel, grand-père Barbeau ! Il a un ventre comme un tonneau Il a mangé trop d’haricots ! D’la tarte et puis des p’tits gâteaux ! Refrain | Ô guénel par un p’tit trew, J’vous vois ben là tous les deuw, Maquer d’el tarte et du gâtiauw, Sans m’in donner un p’tit morciauw ! Refrain : Ô guénel, guénel, tou petou petiou, Lavez vos écuelles et liquez vos plats ! Si vô filles sont belles, on les mariera Si elles sont pon belles, on les laissera là ! et tra la la. l' bon Diu pass'ra par là ! Il dira qu'ô qu'té fais là ? Je cueille des violettes Pour mes 'tites fillettes Et j'jue du violon, pour les tits garçons ! Ô guénel, grand'père Barbeau Il a un vint' comm’un tonniau Il a maqué trop d’haricots D’el tart' et pi' des p'tits gatiauws ! Refrain |